# Sinophasma obvium
Sinophasma obvium är en insektsart som först beskrevs av Chen, S.C. och Yun He He 1995.  Sinophasma obvium ingår i släktet Sinophasma och familjen Diapheromeridae. Inga underarter finns listade i Catalogue of Life.